# Dendrophthora erythrantha
Dendrophthora erythrantha är en sandelträdsväxtart som beskrevs av Kuijt. Dendrophthora erythrantha ingår i släktet Dendrophthora och familjen sandelträdsväxter. Inga underarter finns listade i Catalogue of Life.